# SMS Comet (1860)
Pour les articles homonymes, voir Comet.
La SMS Comet est le deuxième navire de la classe Camaeleon (de), une classe de huit canonnières à vapeur de 1re classe de la Marine royale prussienne et impériale.

## Construction et service dans la marine prussienne
La quille du Comet a été posée par le chantier naval royal de Dantzig le 1er septembre 1859 et le navire est lancé exactement un an plus tard. La première mise en service a lieu le 6 août 1861, lorsque le navire est mis en service avec Camaeleon (de), les canonnières de 2e classe Fuchs, Jäger (de), Salamander (de) et Scorpion ainsi qu'Amazone et Hela font un voyage en mer du Nord pour visiter les villes de Hambourg et de Brême. À l'issue de celle-ci, elle est retirée du service le 12 octobre à Dantzig.
Le déclenchement de la guerre des Duchés est l'occasion de la prochaine mise en service de la Comet en février 1864. Elle est transférée à Dänholm où elle rejoint la 1re division de flottille. En avril, les canonnières de première classe existantes sont regroupées en une division de réserve distincte. Le 19 avril, le Comet subit une légère collision avec le navire de commandement de la flottille, le Loreley. Après avoir participé à une parade navale devant le roi Guillaume Ier et visité des ports du Holstein, le navire est transféré à Kiel. En août, il participe au sauvetage au Grille coincé sur la Trave, et en octobre, il s'occupe du relevé de la côte de la mer Baltique du Holstein. Le navire reste en service pendant l'hiver. Après la dissolution de la division de réserve en mars 1865, il effectue des travaux d'arpentage dans la mer du Nord. Cette tâche prend fin à la fin de l'année et le Comet est retiré du service le 8 décembre 1865 à Dänholm.
En 1868, le navire est à nouveau activé. La nécessité de surveiller les zones de pêche au large de la côte allemande de la mer du Nord se fait sentir et le Comet devient le premier navire de protection de la pêche le 5 mai. Parallèlement, il effectue de petites tâches de topographie jusqu'au 23 septembre. Ce jour-là, le navire est retiré du service pour l'hiver. L'année suivante, il effectue les mêmes tâches du 1er avril au 3 novembre. En 1870, la mission commencée le 20 avril est interrompue par le début de la guerre franco-prussienne. Le Comet est chargé de défendre la Jade (de), mais ne participe à aucune mission particulière et estretiré du service le 29 avril 1871. Une enquête menée par la suite révèle la nécessité d'une réparation fondamentale, qui est effectuée jusqu'en mai 1872 sur le chantier naval royal de Dantzig.

## Service dans la marine impériale
Les premiers travaux après les réparations de base sont effectués dans le cadre des services de déblayage des épaves. Après une violente crue de tempête (de) en novembre 1872, on soupçonne la présence de nombreuses épaves dans la mer Baltique, qu'il faut retrouver et couler. Comet est utilisé à cet effet de décembre 1872 à janvier 1873 ainsi qu'en mars 1873. Elle a à son bord des torpilles de type Harvey ainsi que 19 hommes du département des torpilles de Wilhelmshaven. En septembre et octobre de la même année, le navire est utilisé pour des essais.
En 1876, l'assassinat du consul allemand à Salonique à la suite d'un mouvement anti-européen dans l'Empire ottoman donne l'occasion de remettre Comet en service afin de renforcer les unités déjà présentes en Méditerranée orientale. Le 18 mai, la canonnière quitta Kiel et rejoignit l'escadron d'entraînement de chars à Gibraltar début juin. Elle atteint Salonique trois semaines plus tard. Fin juillet, elle remplace le Nautilus (de) à Constantinople pour y servir de stationnaire avec le Meteor jusqu'à la mi-novembre. Ensuite, Comet est transféré à Smyrne via Salonique, où il prend la relève du SMS Pommerania (de) le 4 décembre, mais retourne dès la mi-décembre à Constantinople, où le navire reste jusqu'à la fin de l'année 1878 et est donc également présent pendant la 11e guerre russo-turque. Le 29 décembre 1878, le navire part pour Smyrne avec une escale à Mytilène et est de retour à Constantinople début février 1879. Jusqu'au 3 septembre 1879, la Comet reste stationnée dans la capitale de l'Empire ottoman, interrompue par des exercices de tir dans la mer de Marmara et un voyage dans le delta du Danube en juin et juillet. . Ce jour-là, la relève de la canonnière arrive avec le Loreley, qui prend immédiatement le chemin du retour. Le 8 novembre, elle est finalement retirée du service à Kiel.
En octobre et novembre 1880, la Comet est utilisée pour renflouer le Barbarossa, coulé lors d'essais, mais cela se fait sans mise en service officielle. Du 12 mars au 5 mai 1881, le navire est à nouveau engagé dans la protection de la pêche.

## Fin de service
Après sa dernière brève utilisation au printemps 1881, la Comet est définitivement retirée du service et rayée de la liste des navires de guerre le 30 septembre de la même année. La coque est utilisée comme Hulk et comme navire de dépôt et fut démantelée après 1891 (on ne connaît pas la date exacte).
La canonnière Adler est construite entre 1882 et 1884 pour remplacer le Comet. Celle-ci s'échoue dans le port d'Apia dans la nuit du 15 au 16 mars 1889 lors d'un cyclone.

## Commandants
| 6 août au 12 octobre 1861         | Leutnant zur See I. Klasse, Arendt                            |
| Février à mars 1864               | Korvettenkapitän Hassenstein                                  |
| Mars 1864 au 8 décembre 1865      | Kapitänleutnant Christian Donner (de)                         |
| 21 avril au 1er mai 1868          | Kapitänleutnant Friedrich von Hacke                           |
| 5 mai au 23 septembre 1868        | Kapitänleutnant Friedrich von Hacke                           |
| 1er avril au 3 novembre 1869      | Leutnant zur See Rudolf Hoffmann                              |
| 20 avril 1870 au 29 avril 1871    | Kapitänleutnant Rudolf Hoffmann                               |
| Décembre 1872                     | Leutnant zur See Holtz                                        |
| Décembre 1872 au 24 janvier 1873  | Korvettenkapitän Heinrich Kühne (de)                          |
| 5 au 28 mars 1873                 | Kapitänleutnant Franz Mensing                                 |
| 18 septembre au 11 octobre 1873   | unbekannt                                                     |
| 14 mai 1876 au septembre 1878     | Kapitänleutnant / Korvettenkapitän Friedrich von Pawelsz (de) |
| Septembre 1878 au 8 novembre 1879 | Kapitänleutnant Gustav von Senden-Bibran                      |
| 12 mars au 5 mai 1881             | Kapitänleutnant Armandt von Erhardt                           |